# Dom Pod Syreną
Dom Pod Syreną – budynek administracyjny dawnej remizy (zajezdni) Tramwajów Warszawskich znajdujący się przy ul. Inżynierskiej 6 w warszawskiej dzielnicy Praga-Północ. Współcześnie budynek mieszkalny.

## Historia
W latach 60. XIX wieku wybudowano przy Inżynierskiej drewnianą remizę tramwaju konnego. Otwarto ją 11 grudnia 1866, jednocześnie z otwarciem pierwszej warszawskiej linii tramwajowej łączącej Dworzec Wiedeński z Dworcem Petersburskim. W 1908 roku zajezdnię przystosowano do obsługi tramwajów elektrycznych.

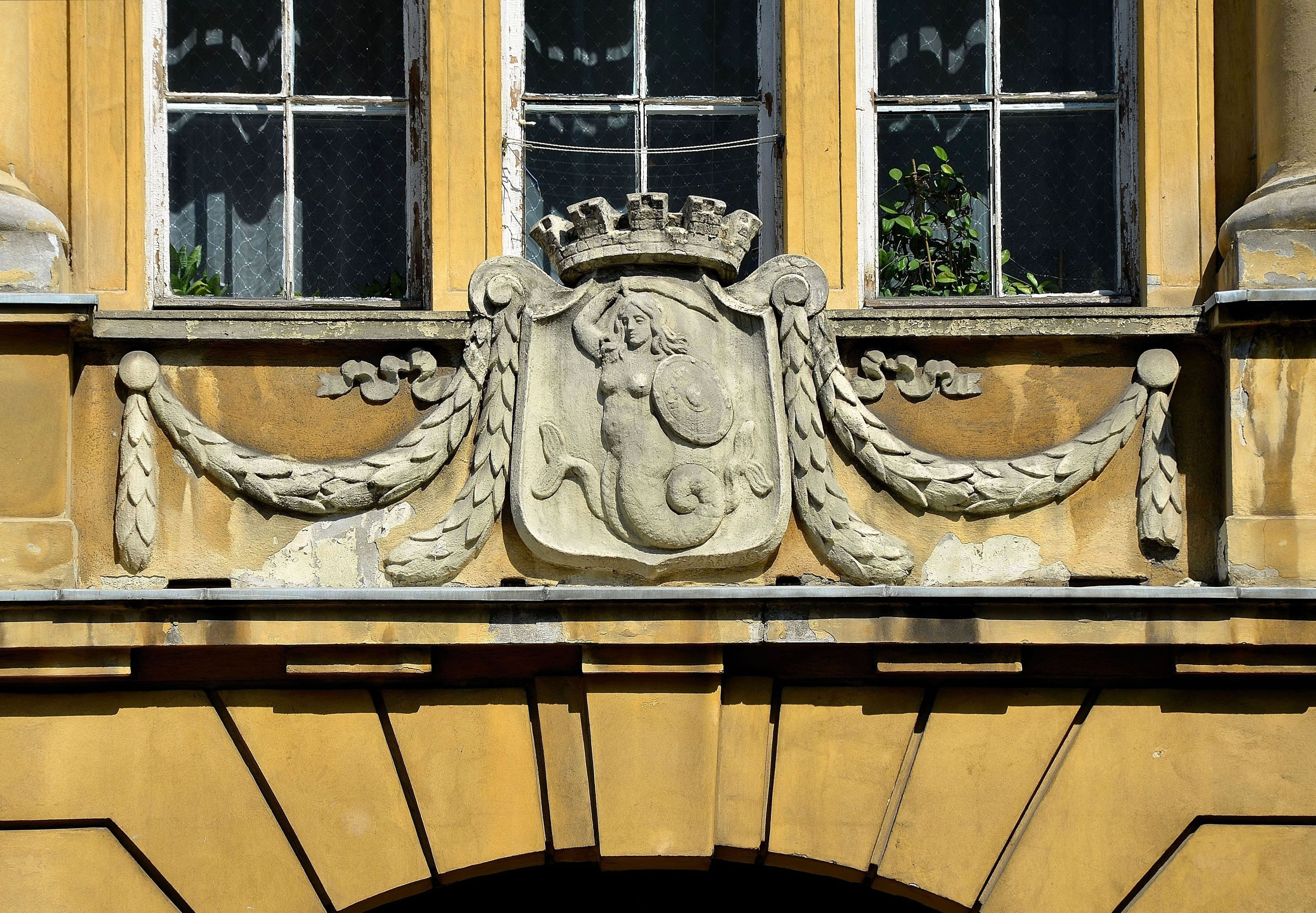
Plaskorzeźba syrenki na fasadzie budynku

Murowany dwupiętrowy budynek administracyjny został wzniesiony po 1914 roku, prawdopodobnie według projektu Juliusza Dzierżanowskiego. Ma dziesięciosiową fasadę dekorowaną późnoklasycystycznym detalem. Swoją rolę jako część kompleksu remizy tramwajów elektrycznych pełnił do 1925 roku, kiedy to oddano do użytku nowoczesną zajezdnię przy ul. Kawęczyńskiej. Wtedy przy ul. Inżynierskiej 6 ulokowano remizę miejskich autobusów.
Po II wojnie światowej zajezdnia funkcjonowała jeszcze do końca lat 50. Na przełomie lat 50. i 60. przekształcono ją na budynek mieszkalny. Współcześnie mieści mieszkania komunalne, natomiast dawne garaże w podwórzu funkcjonują jako stacja obsługi pojazdów. Na fasadzie zachowały się m.in. herb miasta, ujęty parą girland, i stiukowa płaskorzeźba z logo warszawskich tramwajów elektrycznych, a w przejeździe bramnym – odcinek torowiska tramwajowego.
W 2010 dawna remiza tramwajowa została wpisana do rejestru zabytków.
Na budynku znajduje się tablica informująca, że z tego miejsca 11 grudnia 1866 wyjechał na ulice miasta pierwszy tramwaj konny w Warszawie.